# Edgar de Wahl
Edgar de Wahl (Ol'viopol', 23 agosto (11 agosto, nel calendario giuliano) 1867 – Tallinn, 9 marzo 1948) è stato un linguista estone e creatore della lingua ausiliaria internazionale Occidental/Interlingue.
Studiò a San Pietroburgo e completò volontariamente il servizio militare nell'esercito imperiale russo. Nel 1894 si trasferì a Tallinn, dove visse per quasi il resto della sua vita. Lavorò come insegnante di scuola in vari istituti della moderna capitale estone. Prima e durante la prima guerra mondiale, rivestì anche la carica di consigliere comunale di Tallinn.
Era impegnato in linguistica come passatempo, non l'aveva studiata e non ha svolto un lavoro professionale come linguista. Il suo interesse per le lingue, e in particolare per lingue artificiali, nacque già quando studiava a San Pietroburgo. Iniziò come difensore del volapük e in seguito fu coinvolto nell'esperanto, divenendo uno dei primi esperantisti. Nell'ultimo decennio del XIX secolo iniziò però la ricerca di una nuova lingua internazionale ideale, che portò nel 1922 all'introduzione di una lingua chiamata occidental e, in particolare, alla pubblicazione della rivista Kosmoglott, che aveva lo scopo di promuovere la lingua.
Rinunciò alla possibilità di trasferirsi in Germania nel 1939, rimase in Estonia e fu portato all'ospedale psichiatrico Seewald durante l'occupazione tedesca. Nel 1945, mentre era in un ospedale psichiatrico, scampò per un pelo alla deportazione e vi morì nel 1948.
Nel 1949, la lingua da lui creata fu ribattezzata Interlingue, e con questo nome è ancora oggi per lo più conosciuta.

## Origini

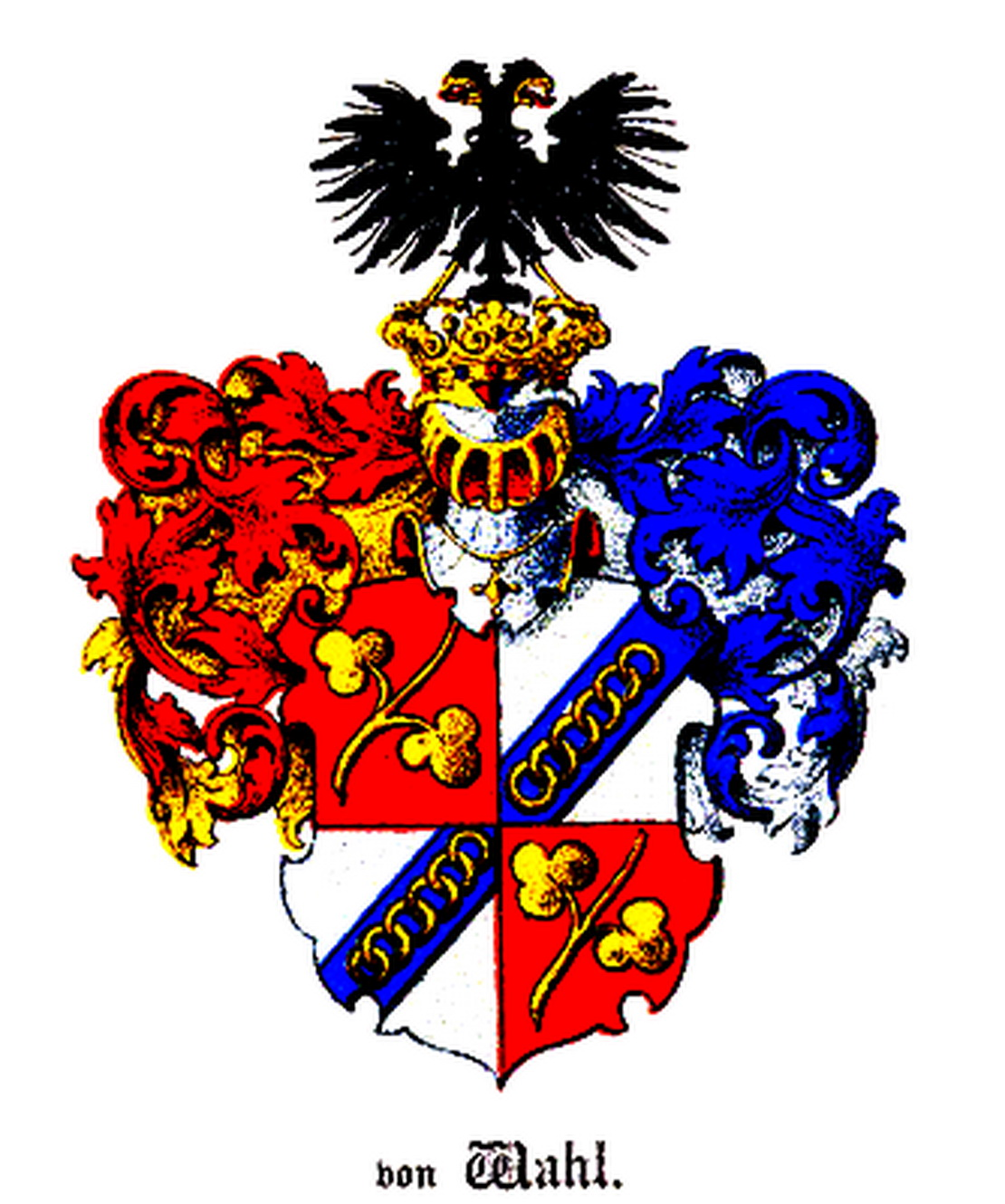
Stemma della famiglia Wahl.

Edgar von Wahl era un membro della linea Päinurme non regolamentata dei Wahls (Haus Assick). Il bisnonno di Edgar von Wahl era Carl Gustav von Wahl, che acquisì i manieri di Pajusi, Tapik e Kavastu e fu anche proprietario di Kaave Manor per un breve periodo. Carl Gustav von Wahl ebbe un totale di 14 figli da due matrimoni, dai quali discesero varie linee Wahl. Uno di loro, il nonno di Edgar von Wahl, Alexei von Wahl, un impiegato statale che acquistò Päinurme nel 1837, pose le basi per la linea Päinurme. Inoltre, era un inquilino a Taevere Manor, dove nacque il padre di Edgar von Wahl, Oskar von Wahl (1841-1906).
Le radici di Edgar von Wahl si estendevano in parte in Inghilterra. Una delle sue bisnonne, Henriette Edwards, la prima moglie di Carl Gustav von Wahl, era la figlia del mercante inglese George Edwards. Un'altra bisnonna, Kornelia Elisabeth Knirsch, moglie di Alexei von Wahl, era la madre di Marie Turner d'Inghilterra.
Il padre di Edgar von Wahl, Oskar von Wahl, ingegnere ferroviario di professione, sposò Lydia Amalie Marie von Husen (1845-1907) a Tallinn nel 1866.

## Biografia

### Infanzia e giovinezza
Edgar von Wahl è nato a Olviopol, in Ucraina, il 23 agosto 1867. I suoi genitori si erano trasferiti lì perché Oskar von Wahl aveva iniziato a lavorare sulla ferrovia Odesa-Balta-Krementšuk-Járkov nel 1866. Ci sono dati contrastanti sul luogo esatto della nascita di Wahl. Come regola generale, la sua città natale è la città di Olviopol, ma ci sono fonti che include la città di Bogopil (anche Bogopol) vicino a Olviopol, dall'altra parte del fiume Bug meridionale, come suo luogo di nascita. Entrambe le città sono state identificate in alcune fonti.
Non più tardi del 1869, la famiglia Wahl si trasferì a Krementšuk. I due fratelli di Wahl nacquero lì: Oskar Paul Karl, che morì da bambino nel 1869, e Arthur Johann Oskar (morto nel 1951) nel 1870. Le due sorelle di Wahl, Lydia Jenny Cornelia (1871-1917) e Harriet Marie Jenny (1873-1920) ) nacque a Tallinn e Jenny Theophile (morta nel 1961) a San Pietroburgo nel 1877.
La famiglia si trasferì a San Pietroburgo nel 1876 dopo il periodo di transizione a Tallinn. Nello stesso anno, Edgar von Wahl iniziò a studiare al Template:Ord Gymnasium di San Pietroburgo, diplomandosi nel 1886. Studiò poi architettura e successivamente pittura presso la Facoltà di Fisica e Matematica dell'Università di San Pietroburgo Pietroburgo e all'Accademia delle arti di San Pietroburgo. Dopo essere entrato all'università nel 1886, Wahl entrò a far parte della società baltica tedesca Nevania, che operava a San Pietroburgo, dove servì anche come tesoriere nel semestre autunnale del 1891. Wahl si laureò all'Università di San Pietroburgo nel 1891 e ricevette un diploma come insegnante di disegno alla Scuola Elementare dell'Accademia delle Arti nel 1893. Dopo essersi diplomato al college, Wahl lavorò brevemente come insegnante supplente a San Pietroburgo nell'autunno del 1891, solo per entrare nell'esercito.
Wahl ha imparato diverse lingue quando era bambino e adolescente. Da bambino aveva acquisito conoscenza di tedesco, russo, estone e francese, alla scuola superiore ha studiato latino e greco antico, e all'università ha imparato lo spagnolo. Oltre a queste, riuscì a farsi capire in altre nove lingue. Nelle stesse parole di Wahl, aveva già avuto il desiderio di inventare una nuova lingua da bambino. Per i giochi indiani, ha sviluppato una "lingua indiana" personale, la cui grammatica era basata sul greco e sull'estone.

### Servizio militare

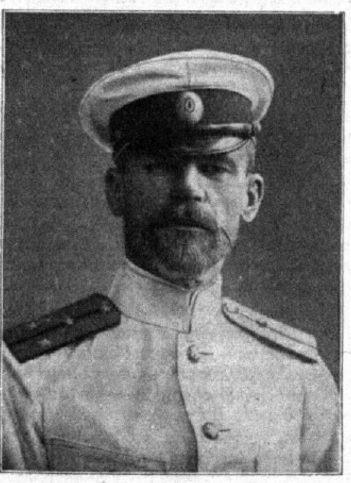
Edgar de Wahl in uniforme della marina russa nel 1914.

Nel 1892, Wahl si offrì volontario per servire nella Marina russa. Durante il suo servizio, Wahl viaggiò molto, visitando le isole dei Caraibi e gli Stati Uniti, tra gli altri. All'inizio del 1894, fu promosso al grado di mitchman e si ritirò poco dopo. Nell'estate del 1904, Wahl fu richiamato in servizio attivo. Servì nella Flotta del Baltico fino all'ottobre del 1905. Tuttavia, non partecipò alle battaglie della Guerra russo-giapponese.
Secondo le memorie di Olev Mikiver, il defunto artista estone che aveva conosciuto de Wahl da vicino in giovane età, era molto orgoglioso della sua divisa da ufficiale dell'era zarista e a volte la indossava anche decenni dopo.
(Memorie di Olev Mikiver, pubblicate nel 1993)
Tuttavia, era improbabile che von Wahl avesse partecipato alla repressione dell'insurrezione di Viapor, poiché all'epoca era già stato congedato dal servizio. Secondo alcuni rapporti, de Wahl fu reintegrato nel servizio attivo durante la Prima Guerra Mondiale.
Durante il suo servizio nella Marina russa, von Wahl fu insignito del 2º e 3º grado dell'Ordine di San Stanislao e del 3º grado dell'Ordine di Sant'Anna.
Dal 1921 Wahl fu anche registrato come ufficiale di riserva della Repubblica di Estonia.

### Primo periodo di Tallinn
Alla fine del 1894, Wahl si trasferì a Tallin, dove trascorse la maggior parte della sua vita futura. Nell'autunno dello stesso anno, aveva ricevuto l'incarico di insegnare matematica e fisica alla Scuola Secondaria di Scienze di San Pietro a Tallin. Continuò a insegnare disegno alla Scuola Femminile Baronesa von der Howen, alla Scuola Anseatica, alla Scuola Cattedrale e in altri luoghi. La sua attività di insegnamento fu interrotta solo durante il suo periodo di servizio militare. Lo stile di insegnamento di Wahl è stato descritto nelle sue memorie da Aleksander Veiderma, un educatore successivo che ha studiato alla Scuola Reale di San Pietro dal 1906 al 1909:
(Memorie di Alexander Oddma)
All'inizio del secolo, iniziò l'attività di pubblicista più attiva di Wahl. Pubblicò articoli legati alla linguistica su pubblicazioni specializzate, oltre a scritti su diversi giornali e riviste di Tallin.

### Consigliere comunale prima e durante la prima guerra mondiale
Oltre ad essere un insegnante, von Wahl entrò anche in politica prima dell'inizio della Prima Guerra Mondiale. Nel 1913 fu eletto membro del consiglio della città di Tallin. Lo stesso anno divenne membro del comitato del consiglio per la protezione dei monumenti di edifici antichi. Nonostante la sua posizione di insegnante, Wahl non si occupò dei problemi dell'istruzione nel Consiglio Comunale. Era un partecipante attivo alle riunioni del consiglio, ma parlava poco.
Dopo l'inizio della Prima Guerra Mondiale, anche i tedeschi che vivevano nell'Impero russo furono sottoposti a repressioni, che non risparmiarono completamente von Wahl. Ad esempio, venne chiuso il Club Nobiliare di Tallin, di cui Wahl era stato membro. Nell'autunno del 1914, de Wahl si trovò al centro di una campagna propagandistica per cambiare i toponimi tedeschi. In qualità di consigliere comunale, partecipò alle discussioni sul cambio di nome della città di Tallin, che seguì la proposta del sindaco Jaan Poska di sostituire il "Revel" di lingua tedesca con il "Kolyvan" del vecchio russo (nella discussione dell'argomento si utilizzò il nome sbagliato Kalyvan). De Wahl scoprì che i nomi più antichi della città erano "Ledenets" o "Lindanisa". Era anche interessato a sapere quanto sarebbe costato il cambio di nome, che si diceva fosse stato accolto con "risate generali" nel consiglio comunale. Alla fine i voti necessari per il cambio di nome furono raccolti in consiglio, ma il cambiamento in sé non venne effettuato.
Wahl fu eletto anche nel consiglio comunale nel 1917, nelle elezioni tenutesi poco prima della Rivoluzione di febbraio. Nel nuovo consiglio, divenne membro del dipartimento antincendio, della pubblica istruzione e dei comitati per le questioni di pegno della città, continuando anche come membro della Commissione per la costruzione di monumenti. Tuttavia, nell'agosto del 1917, fu eletto un nuovo consiglio e le attività politiche di Wahl cessarono.

### Vita in un'Estonia indipendente
Nel febbraio del 1918, al momento della dichiarazione di indipendenza, Wahl aveva espresso il desiderio di diventare membro del reparto di applicazione della legge. La sua licenza d'armi fu scritta dal suo studente, che da allora ha ricordato questo fatto.
(N.Rg. ex studente di una scuola reale con iniziali nel 1934.)
Nel 1919, la Scuola Reale di Peetri (Peetri Reaalkool) si divise in due: la Scuola Secondaria di Scienze di Tallinn in estone e la Scuola Secondaria di Scienze Tedesca di Tallinn in tedesco. Von Wahl continuò come insegnante in quest'ultima, dove impartì lezioni di matematica, fisica, geografia, cosmografia e disegno. Gli studenti spesso facevano dei lavori di proseguimento a casa sua in via Eha, la quale era stata progettata in stile marinaro e per questo veniva chiamata la "casa in riva al mare" tra gli studenti. Tra gli studenti, de Wahl era un insegnante popolare che si dedicava particolarmente all'insegnamento della geografia, probabilmente perché aveva viaggiato molto. Gli studenti erano anche impressionati dal fatto che de Wahl fosse membro del Club inglese, che operava nella scuola.
Era molto diretto, quindi poteva entrare in conflitto con altri insegnanti. Ad esempio, non gli piaceva l'arte moderna, cosa che espresse apertamente durante una visita ad una mostra d'arte su invito del professore d'arte della scuola. Confrontò l'arte moderna con il comunismo:
(Parole presuntamente pronunciate in un momento e luogo sconosciuti da Edgar von Wahl.)
Wahl andò in pensione a metà degli anni '20, ma continuò ad insegnare a tempo parziale fino al 1933. Dopo il pensionamento, si dedicò ai suoi passatempi, in particolare alle lingue artificiali che erano diventate una questione personale fin dai giorni di San Pietroburgo. Fu anche redattore della rivista Estländische Wochenschau dal 1929 al 1930. Quasi contemporaneamente, il suo interesse per il veggente francese del XVI secolo Nostradamus e le sue profezie si intensificò, di cui parlò in un'intervista con The News nell'estate del 1932.

### Durante la seconda guerra mondiale
Nel 1939, a differenza dei suoi cari, de Wahl non lasciò l'Estonia durante il processo di reinsediamento e decise di rimanere. De Wahl, che rappresentava l'idea idealista paneuropea, non era gradito al governo nazionalsocialista tedesco. Arrivò persino a definire lo stato tedesco come uno "stato termite". La ragione per rimanere in Estonia potrebbe essere stata anche il fatto che, se fosse partito, avrebbe dovuto lasciare dietro di sé i suoi vasti archivi, e il pericolo di finire in una casa di riposo in Germania potrebbe aver giocato un ruolo, come era accaduto ad alcuni dei suoi conoscenti.
de Wahl rimase anche al di fuori della successiva riorganizzazione che ebbe luogo nella primavera del 1941. In ogni caso, era a conoscenza della riorganizzazione, poiché quando gli venne chiesto dei suoi piani, rispose senza lasciare dubbi che la sua decisione era di rimanere in Estonia:
(Edgar von Wahl nell'inverno del 1941.)
Nel primo anno delle repressioni sovietiche, de Wahl riuscì a fuggire. Dopo l'inizio dell'occupazione tedesca, fu sospettato di attività anti-statali. de Wahl fu arrestato il 12 agosto 1943 a causa di alcune lettere inviate a Posen, suo cognato, bloccate dalla censura a Königsberg nel luglio di quell'anno, in cui prevedeva lo scoppio di una sollevazione in Polonia e consigliava ai suoi parenti di lasciare il paese per la Germania.:
(Carta di Edgar von Wahl a Lieselotte Riesenkampff a Tallinn il 18 luglio 1943)
Nella stessa lettera, Wahl ha indicato di aver predetto in precedenza l'attacco di Pearl Harbor e lo scoppio della guerra tra gli Stati Uniti e il Giappone. Wahl non ha negato ciò che ha scritto durante l'interrogatorio e ha ripetuto diverse delle accuse fatte lì, "crendo fermamente" nella veridicità delle sue predizioni. de Wahl è stato imprigionato per un certo periodo nel campo di lavoro ed educazione di Tallin, ma la testimonianza resa durante il suo interrogatorio è stata considerata strana dalla SD e, pertanto, ha fatto sì che Wahl fosse esaminato nella clinica nervosa di Seewald. Lì gli è stata diagnosticata una debolezza dovuta all'età avanzata e lo hanno lasciato in un ospedale psichiatrico, il che lo ha anche salvato dalla possibile pena di morte. Wahl è stato anche difeso da diversi parenti e amici stretti che hanno affermato che non era responsabile dei suoi atti.
Durante il bombardamento del marzo 1944, l'archivio di von Wahl fu distrutto, il che fu un grande shock per lui. Tre anni più tardi, in una lettera al filologo finlandese occidentalista A. Z. Ramstedt, ricordò che ciò che era accaduto era un vero disastro, durante il quale si persero molti materiali insostituibili e unici.

### Ultimi giorni e morte

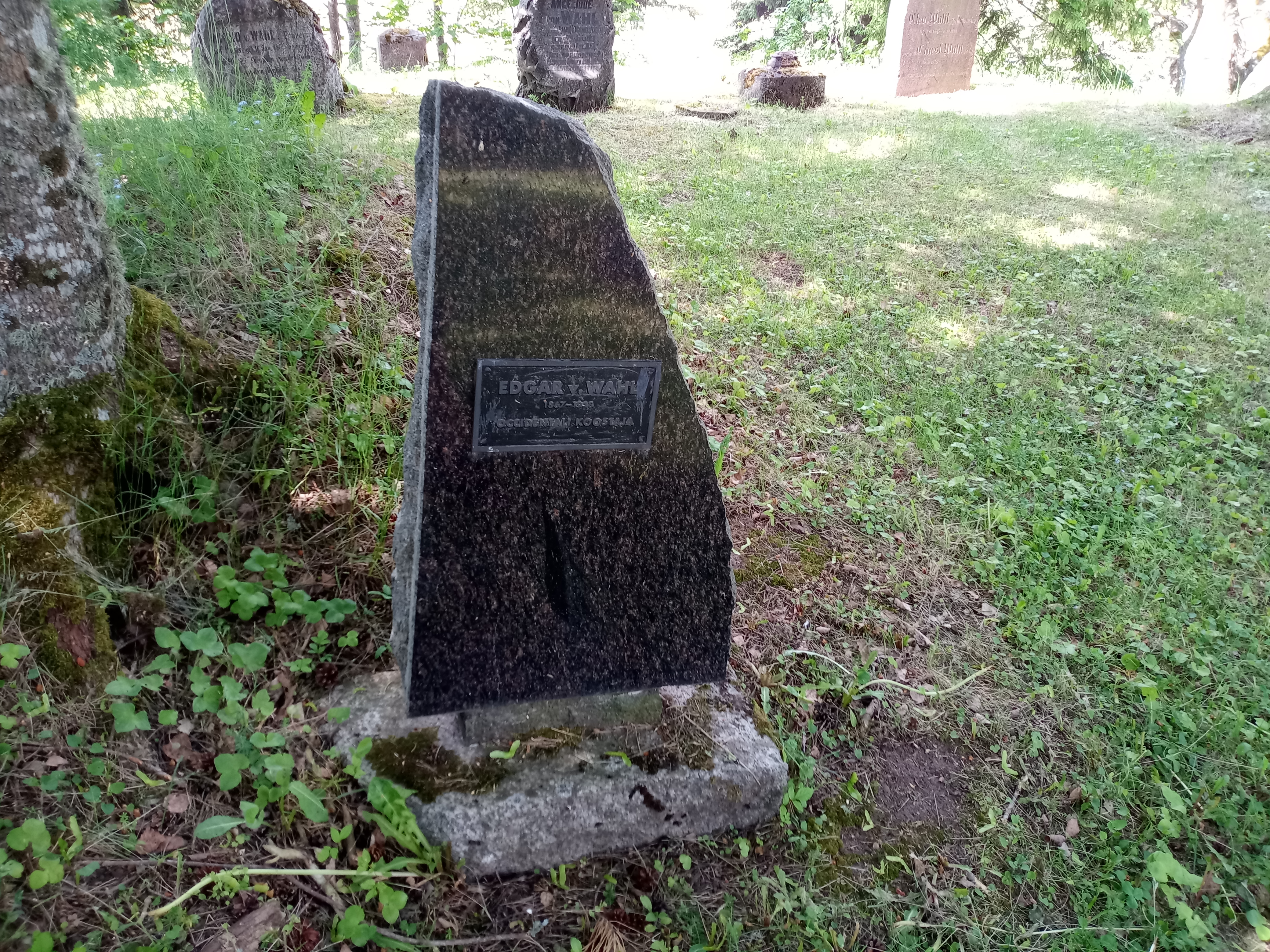
La lapide di Edgar de Wahl a Pajus.

Nell'elenco delle azioni di deportazione tedesche compilato nel febbraio del 1945, il nome di von Wahl era incluso, così come quello di altri tedeschi che ancora vivevano in Estonia. Durante la sua deportazione nell'agosto successivo, tuttavia, Wahl era tra una dozzina di persone che non furono deportate o il cui paradero non poté essere determinato. Sebbene le ragioni della fuga di von Wahl non siano conosciute con precisione, si sa che in alcuni casi il capo del gruppo di lavoro che effettuò la deportazione prese la decisione di non prendere i malati gravi o i disabili, e la decisione potrebbe essere stata influenzata dall'opinione del personale dell'ospedale. Pertanto, la sua presenza in un ospedale psichiatrico è probabilmente ciò che ha salvato Wahl per la seconda volta.
Dopo essere scampato alla deportazione, Wahl riuscì ancora a mantenere una corrispondenza con colleghi stranieri. È possibile che i medici di Seewald abbiano riconosciuto la sua dedizione alla filologia quando gli permisero di comunicare con il mondo esterno.
Wahl morì alle tre del pomeriggio del 9 marzo 1948. Fu sepolto il 14 marzo nel cimitero di Alexander Nevsky a Tallinn. Nel 1996, i resti di von Wahl sono stati trasferiti al cimitero signorile di Pajus, dove si trova anche la cappella della famiglia von Wahl.

## Occidental

### Contesto storico
Gli sforzi di Wahl per creare una nuova e ideale lingua per la comunicazione internazionale iniziarono con un interesse diffuso per le lingue artificiali nell'Impero russo alla fine del XIX e all'inizio del XX secolo. A San Pietroburgo, Wahl si interessò prima al volapük appena creato e poi all'esperanto. In qualche momento tra il 1887 e il 1888, Wahl, attraverso suo padre, incontrò il suo collega Waldemar Rosenberger, che era impegnato con il volapük in quel momento, quindi Wahl si aderì inizialmente a quella stessa lingua. Diventò un attivo sostenitore del volapük, ma molto presto, nella prima metà del 1888, conobbe l'esperanto e cambiò a quest'ultimo. Paul Ariste ha scritto che Wahl è diventato rapidamente un sostenitore di Ludwik Zamenhof e del suo lavoro dopo aver conosciuto il primo libro di testo di esperanto pubblicato nel 1887. È stato uno dei fondatori di "Espero", la prima società di esperanto in Russia, fondata a San Pietroburgo nel 1891, ed è diventato anche corrispondente della rivista "La Esperantisto". Ha tradotto la narrativa russa in esperanto e ha compilato un dizionario esperanto-spagnolo. Si dice che abbia persino viaggiato a Varsavia per visitare Zamenhof.
Tuttavia, Wahl non aderì definitivamente all'esperanto, ma iniziò la ricerca di una nuova lingua artificiale, come affermato da Paul Ariste, le cui ragioni sono le seguenti:
(Paul Ariste nel 1967.)
Secondo Jaan Ojalo, Wahl si allontanò dall'esperanto dopo che la maggior parte degli esperantisti respinse le proposte di riformare la lingua nel 1894. Varie proposte di riforma vennero dallo stesso Wahl. Secondo Ojalo, Wahl considerava l'esperanto anche "a priori". Scoprì che la lingua internazionale ideale dovrebbe essere più naturale e comprensibile anche senza impararla. Secondo Ojalo, Wahl considerava anche che l'esperanto fosse troppo democratico, il che minaccia la cultura occidentale.

### Creazione e introduzione

Il simbolo dell'Occidental, che rappresenta una tilde all'interno di un cerchio, fu introdotto prima del 1934 e fu selezionato tra diverse varianti a causa della sua semplicità e simbolismo che si riferisce alla comunicazione.

Wahl diede i primi passi per creare una nuova lingua agli ultimi anni del XIX secolo. Nel 1896 e 1897 pubblicò due articoli sulla rivista Linguist, pubblicata ad Hannover, in cui presentava le sue idee. Quasi contemporaneamente, Rosenberger, che aveva conosciuto Wahl nell'ultimo decennio del secolo ed era allora presidente dell'Accademia del Volapük di San Pietroburgo, presentò ai membri dell'accademia una nuova lingua di sua creazione: l'Idiom Neutral. A partire dal 1906, Rosenberger pubblicò anche la rivista Progres in una nuova lingua a San Pietroburgo. Nella stessa pubblicazione, Wahl presentò nel 1906 le sue proposte per riformare la lingua, che Rosenberger adottò un anno dopo. Nonostante la riforma, l'Idiom Neutral non guadagnò popolarità e scomparve. Allo stesso tempo, Wahl sviluppò l'AULI ("Auxiliari Lingue International"), che si basava sulle lingue romanze, diventando la fase intermedia dell'Occidental, e la introdusse nel 1909 nella rivista Academia pro Interlingua - Discussiones. Nel 1911, Wahl formulò la regola di formazione delle parole che costituì la base dell'Occidental.
Nel 1916, gli appassionati della lingua artificiale russa fondarono l'Associazione Cosmoglot a San Pietroburgo. Wahl non fu uno dei fondatori dell'associazione, ma in seguito se ne unì, così come il linguista estone Jakob Linzbach. Wahl divenne il portavoce della "scuola naturalista" nella società, aprendo così la strada alla creazione dell'occidentale. Con gli eventi rivoluzionari del 1917 e l'uscita dei membri da San Pietroburgo, le attività dell'associazione si attenuarono e terminarono completamente nel 1921, ma furono riprese a Tallinn nello stesso anno. Le attività dell'associazione furono riavviate da Wahl insieme a Linzbach, e il nome dell'associazione fu cambiato in Cosmoglott. Furono mantenuti anche i legami con i vecchi membri dell'associazione, che ora operavano in diversi paesi europei. Wahl fu anche l'editore della rivista Cosmoglott pubblicata dall'associazione dal 1922 al 1926. Nel primo numero della stessa rivista, Wahl introdusse la lingua artificiale che aveva creato, l'occidentale. Dal 1923 al 1928, presentò anche la lingua nella pubblicazione seriale Occidental, unic natural, vermen neutral e max facil e comprensibil lingue por International relationes. Wahl pubblicò un libro nel 1925 intitolato Radicarium directiv del lingue International (Occidental). En 8 lingues.

### Diffusione
Nel primo numero della rivista è stata anche pubblicata una delle prime tentativi della società di attirare l'attenzione internazionale sulle sue attività. In particolare, è stata stampata una lettera inviata alla Società delle Nazioni il 5 settembre 1921, raccomandando l'introduzione di una lingua perfetta, non necessariamente la più comune di comunicazione tra i popoli, che sarebbe stata acquisita facilmente. Al fine di trovare una lingua adeguata, si è raccomandato di indire un concorso e che i candidati fossero valutati da un comitato di esperti convocato dalla Società delle Nazioni. La Società delle Nazioni ha respinto la proposta.
Nonostante il fallimento alla Società delle Nazioni, l'occidental attrasse molti entusiasti dell'ido, ma gli esperantisti rimasero fedeli alla loro lingua. Secondo Paul Ariste, ci furono delle contraddizioni tra gli idisti, e dopo l'appello personale di Wahl per iniziare a promuovere l'occidental, l'attività di Cosmoglotta diminuì. In parallelo con l'aumento della popolarità della lingua, l'attività di Cosmoglotta diminuì, e l'evento commemorativo di dicembre 1928 per Rosenberger, morto dieci anni prima, è stato considerato l'ultimo evento noto della società.

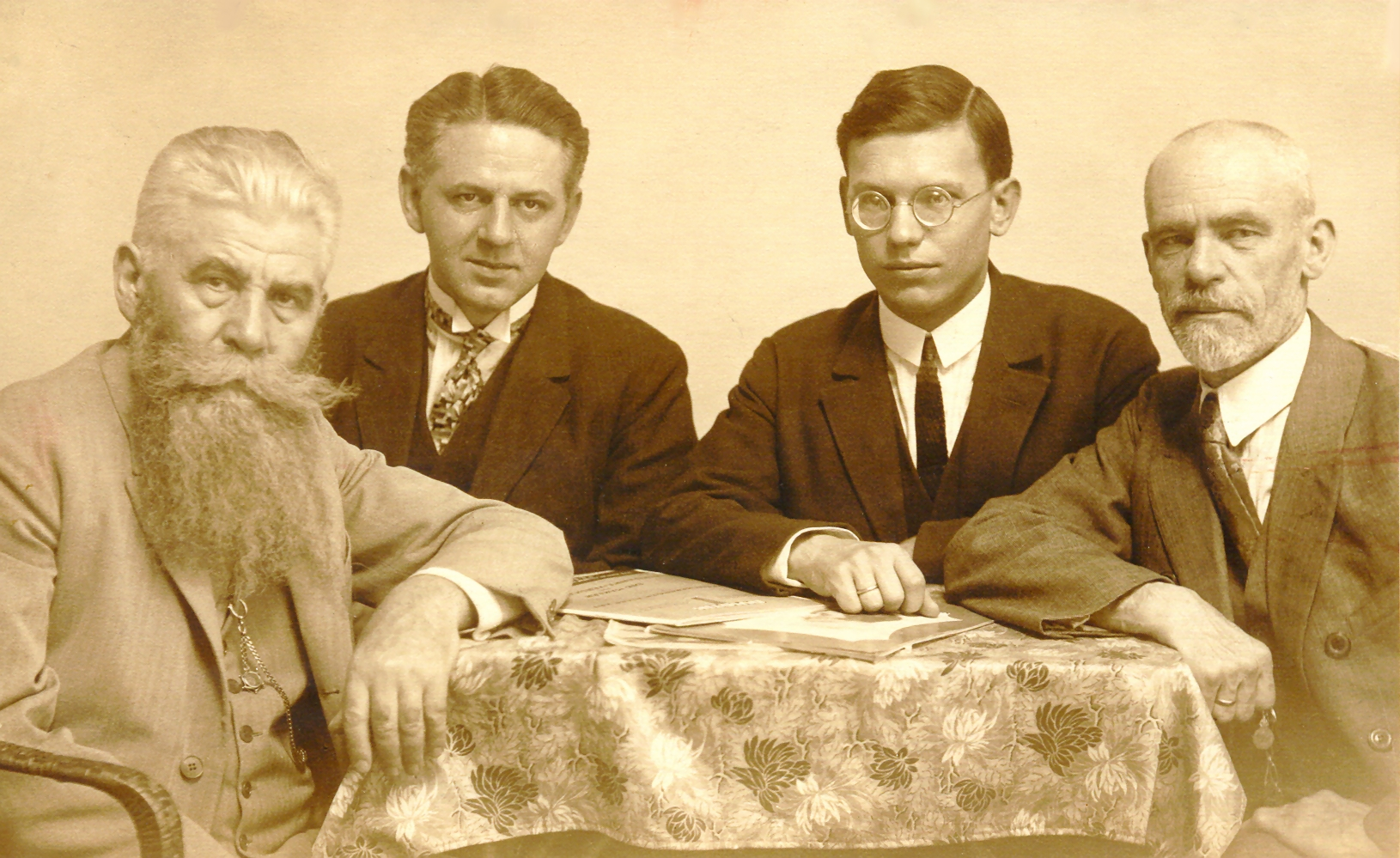
Edgar von Wahl con gli occidentalisti a Vienna nel 1927: da sinistra a destra Hanns e Johann Robert Hörbiger, Engelbert Pigal e Edgar von Wahl.

Tuttavia, durante gli anni '20, emersero nuove società occidentali. Nel 1927 fu fondata l'Associazione Internazionale Cosmoglotta, che un anno dopo cambiò nome in Occidental-Union. A partire dal 1927, la rivista Cosmoglott iniziò a essere pubblicata a Vienna invece che a Tallinn con il nome di Cosmoglotta. Nell'ultimo numero pubblicato a Tallinn, Wahl pubblicò, tra le altre cose, il poema di Lydia Koidula intitolato "Max car donation". Per Wahl personalmente, la popolarità della nuova lingua portò fama internazionale. Fece presentazioni in vari paesi europei e si comunicò strettamente con linguisti. Nel 1939, fu probabilmente l'unico estone ad essere invitato alla V Conferenza linguistica a Bruxelles. D'altra parte, de Wahl rimase sempre un dilettante. Le sue attività linguistiche non si estesero mai a questioni linguistiche teoriche più ampie, ma si limitarono alla costruzione della propria lingua artificiale e alle questioni ad essa correlate.
Il occidentale non ha mai raggiunto una popolarità comparabile a quella dell'esperanto, anche se de Wahl aveva voluto creare una lingua ideale per la comunicazione internazionale. A differenza dell'esperanto, che è diventato una lingua popolare tra i movimenti operaie, i parlanti di occidentale nel periodo tra le due guerre erano principalmente intellettuali dell'Europa occidentale.
Nel 1949, dopo la morte di Wahl, l'occidental cambiò nome diventando interlingue per eliminare il riferimento all'Occidente e rendere la lingua più internazionale. Secondo Pekka Erelt, il nome legato all'"Occidente" della lingua ha rallentato la sua diffusione nel blocco orientale. Dopo il cambio di nome, l'Occidental-Union divenne l'Interlingue-Union, come lo è ancora oggi. L'associazione ha la propria accademia e la rivista Cosmoglotta è ancora pubblicata dall'associazione.

## Vita privata

### Famiglia
Wahl sposò Maria von Hübbenet (1871-1933), figlia del medico personale della Granduchessa Maria Pavlovna, a San Pietroburgo nel 1894. Ebbero cinque figli: Johann o Hans (1895-1968), Guido (1896-?), Ellen (nata e morta nel 1900), Anatol (1903-1972) e Lydia Maria (1907-1989). Il matrimonio fu sciolto nel 1913, dopodiché Johann, Guido e Lydia rimasero con il padre di Maria. Anatol rimase con sua madre, che si trasferì in Finlandia, e qualche tempo dopo vi andò anche Lydia Maria. I figli maggiori di de Wahl si erano trasferiti in Germania all'inizio della prima guerra mondiale e prestavano servizio nell'esercito tedesco durante la guerra. Guido ha trascorso una breve vacanza a Tallinn durante l'occupazione tedesca, ma alla fine di quest'anno è scomparso in guerra. Según otros datos, en 1919 murió en una batalla con los bolcheviques cerca de Tukums, Letonia. Il figlio maggiore di Wahl, i due figli di Johann, Volker (nato nel 1935) e Asko (nato nel 1937), vivono in Germania e partecipano alle attività della Baltic Cavalry Association.
Nel 1914 Wahl sposò Agnes Riesenkampff. Come suo marito, Agnes era un'insegnante, insegnava ginnastica in varie scuole di Tallinn. Nel 1917 ebbero una figlia, Veronika. Il secondo matrimonio di Wahl durò fino al 1941, quando Agnes fu arrestata e fucilata dal NKVD.

### Passatempi
Oltre alla linguistica, Edgar de Wahl praticava la vela in alto mare. Nel 1895 divenne membro dell'Estonian Imperial Maritime Yacht Club, e negli anni successivi prese parte attiva alle sue attività, essendo membro del suo comitato tecnico e essendo il segretario del club. Ha anche prodotto un annuario dedicato al 25 ° anniversario del club nel 1913. Nel 1922 de Wahl divenne membro onorario del club. Ha posseduto diverse barche nel corso degli anni, una delle quali, un ketch chiamato Auli, sarebbe stata progettata da lui stesso.

## Pubblicazioni
- Edgar von Wahl. Flexion und Begriffsspaltung. – Linguist 1896, nr 10.
- Edgar von Wahl. Ausnahmen. – Linguist 1897, nr 3.
- Edgar von Wahl. [Idiom neutral reformed]. – Progres 1906, nr 6.
- Julian Prorók. Ketzereien: Keimzellen einer Philosophie. Tartu, Leipzig 1906.
- Edgar von Wahl. AULI = Auxiliari lingue International. – Discussiones 1909, nr 1-2.
- Edgar von Wahl. Li leges de derivation en verbes. - Lingua Internationale 1911, nr 1.
- Edgar von Wahl. Kaiserlicher Estländischer See-Yacht-Club: historische Übersicht 1888-1913. Tallinn 1913.
- Edgar von Wahl. Qual instructiones da nos li historie de lingue universal. – Kosmoglott 1922, nr 1, pp. 6–8.
- Edgar von Wahl. Radicarium directiv del lingue international (occidental): in 8 lingues. Tallinn 1925.
- Edgar von Wahl. Interlinguistic reminiscenties. – Cosmoglotta 1927, nr 41, pp. 54–64.
- Edgar von Wahl. Occidental: gemeinverständliche europäische Kultursprache für internationalen Verkehr: Begründung, Grammatik, Wortbildung, vergleichende textproben. Tallinn, Viin 1928.
- Edgar von Wahl, Otto Jespersen. Discussiones inter E. de Wahl e O. Jespersen. Chapelle 1935.
- Edgar von Wahl. Spiritu de interlingue. Cheseaux/Lausanne, 1953.